# 西沃格島
68°12′41″N 13°33′24″E / 68.2114°N 13.5566°E
西沃格島是挪威的島嶼，位於該國西北部諾爾蘭郡，屬於羅弗敦群島的一部分，面積411平方公里，最高點海拔高度964米，2006年人口約10,350。